# St. Georg (Hottorf)

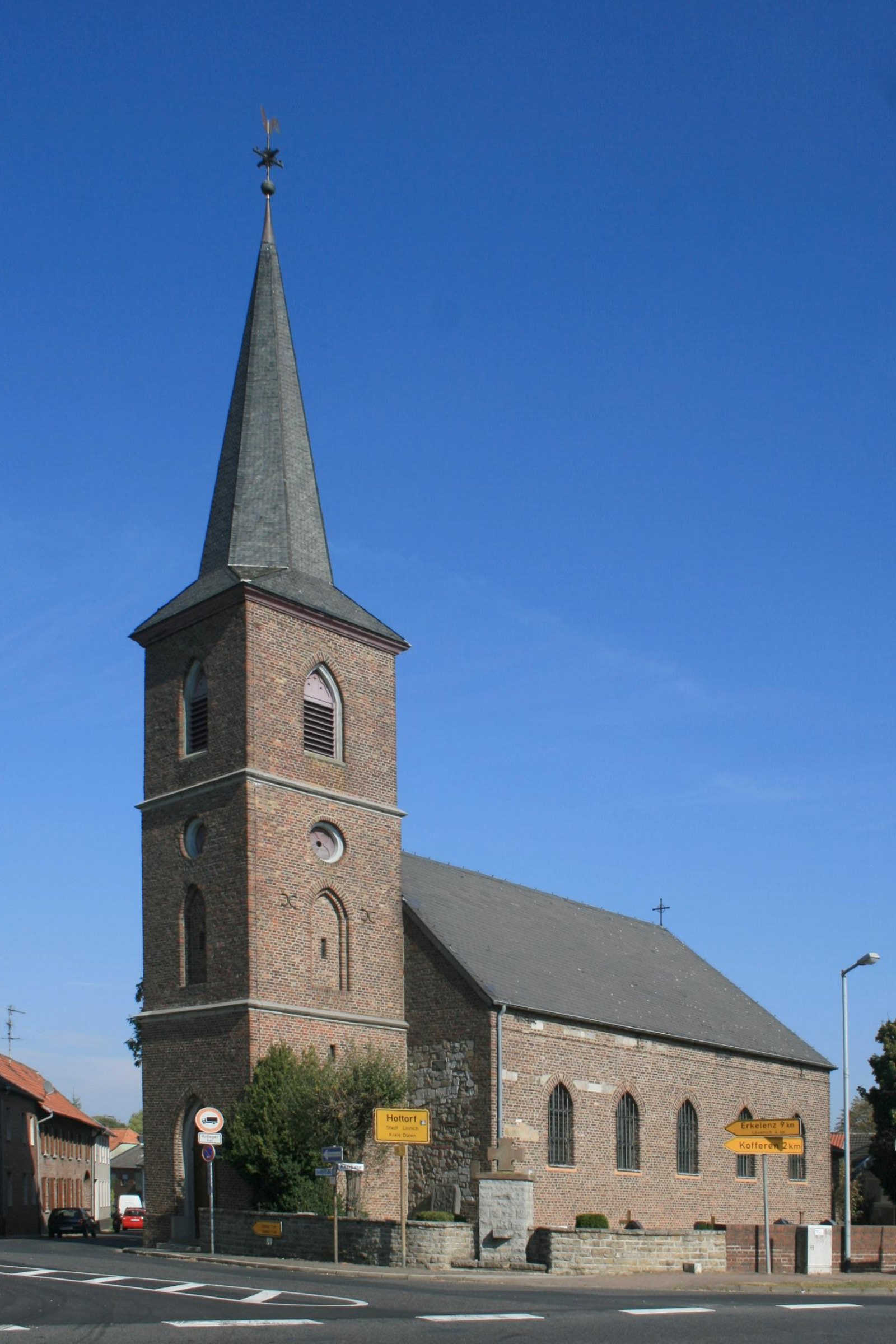
St. Georg in Hottorf

St. Georg ist die römisch-katholische Pfarrkirche in Hottorf, einem Stadtteil der Stadt Linnich im Kreis Düren in Nordrhein-Westfalen.
Die Kirche ist unter Nummer 33 in die Liste der Baudenkmäler in Linnich eingetragen und steht unter dem Patronat des hl. Georg.

## Geschichte
Die Hottorfer Kirche wurde in den Jahren 1775 und 1776 erbaut. Es bestand jedoch schon vorher eine Kirche, von der einige Mauerreste mit einbezogen wurden. Die Kirche wurde in barocken Formen errichtet, jedoch sind noch gotische Einflüsse vorhanden, was an den Fenstern ersichtlich wird.

## Ausstattung
In dem Gotteshaus befinden sich drei barocke Altäre (Hochaltar mit zwei Nebenaltären) und Fenster des Glasmalers Josef Strater aus dem Jahr 1935.
Die Orgel der Orgelbaufirma Stockmann aus Werl stammt aus dem Jahre 1978 und hat die folgende Disposition:
| Manual I    |      |
| Rohrgedackt | 8′   |
| Prinzipal   | 4′   |
| Gemshorn    | 2′   |
| Mixtur      | 3-4f |

| Manual II   |           |
| Bleigedackt | 8′        |
| Rohrflöte   | 4′        |
| Prinzipal   | 2′        |
| Sesquialter | 2 ⁄3′ 2f. |

| Pedal  |     |
| Subbaß | 16′ |
| Flöte  | 8′  |

- Koppeln: II/I, I/P, II/P

## Pfarrer
Folgende Priester wirkten bislang als Pfarrer an St. Georg:
- 1924–1940: Heinrich Schmitt
- 1941–1968: Hubert Reiners
- 1968–1972: P. Dirk Deden SCJ
- 1973–1980: Heinrich Joussen
- 1981–1991: P. Kurt Anton Hoberg OSFS
- 1991–1999: Heinrich Joussen
- Seit 1999: Heinz Philippen